# مهر (ابزار)

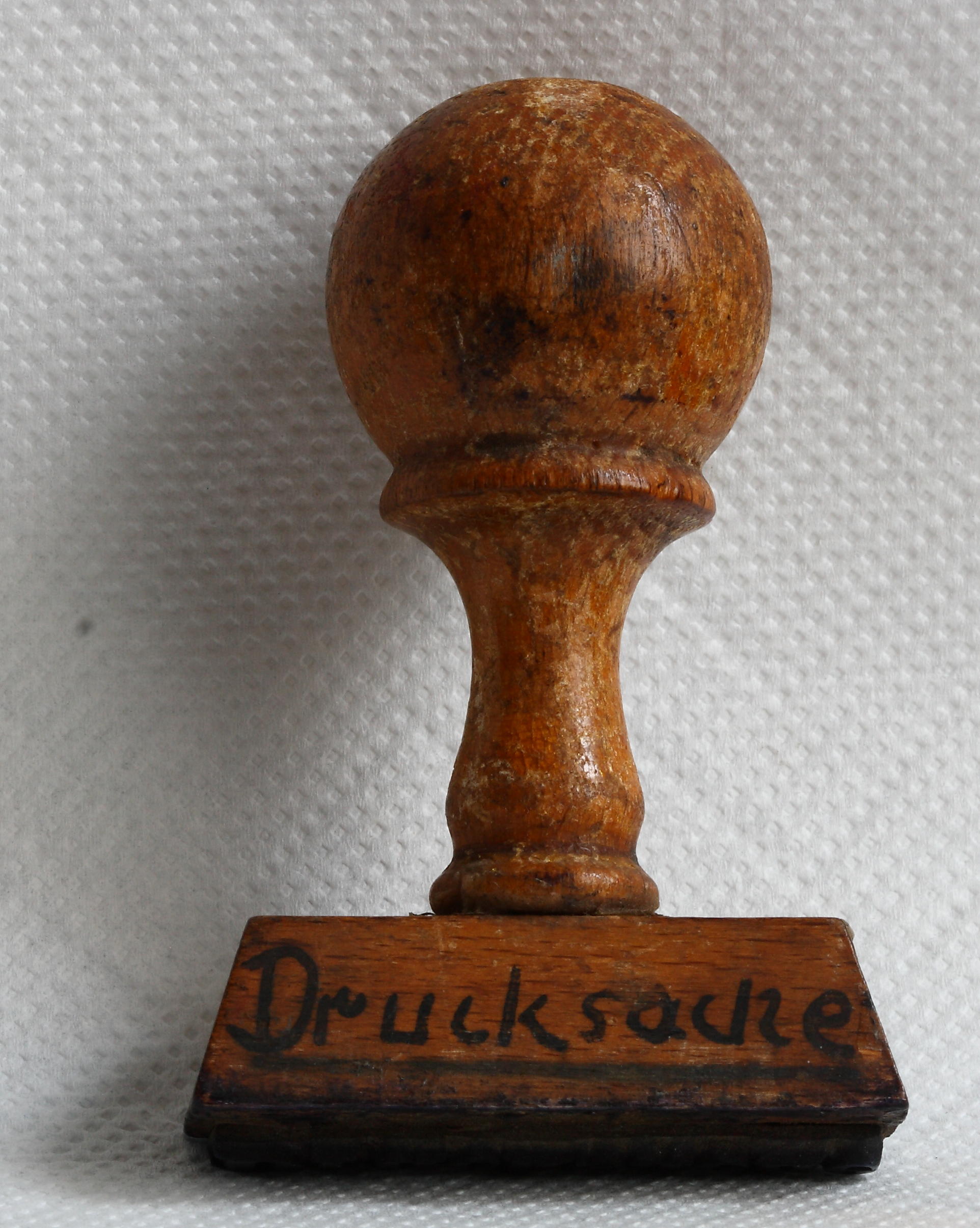
نمونه‌ای از مُهر

در فارسی ایران مُهر، در فارسی افغانستان تاپَه، وسیله‌ای است با انتقال جوهر یا برجسته کردن کاغذ بر روی آن اثر می‌گذارد با این هدف که بتوان هویت یک سند را مشخص کرد. در هر دوره‌ای دستگاه‌ها و ابزارهای ساخت مهرها یا برجسته‌کاری‌ها متفاوت از عصر دیگر بوده است. تصویر یا نقش حک‌شده توسط مهر، به بازتاب تصویر در آینه می‌ماند.

## انواع
تاپه یا مهرها انواع مختلفی دارند مانند: مهر ژلاتینی، مهر برجسته، لاک و مهر، مهر لیزری و مهر برنجی و .....
هرکدام از این انواع کاربرد متفاوتی در زندگی ما دارد.